# Ascanio in Alba
Ascanio in Alba (K 111) è una "festa o serenata teatrale" in due parti di Wolfgang Amadeus Mozart su libretto di Giuseppe Parini, eseguita per la prima volta il 17 ottobre 1771 su commissione del governatore generale di Milano, il conte Carlo Giuseppe di Firmian, in occasione dei festeggiamenti per le nozze tra l'arciduca Ferdinando, uno dei figli dell'imperatrice Maria Teresa d'Austria, e Maria Ricciarda Beatrice d'Este, nipote del duca di Modena Francesco III. L'opera fu allestita presso il Teatro Regio Ducale di Milano.
Il libretto celebra i coniugi e il loro casato, descrivendo l'unione tra Ascanio e Silvia favorita da Venere. La loro virtù trionfa sull'inquietudine, sulle paure e sull'irrazionalità dell'amore.
I recitativi accompagnati sono percorsi da una trepida palpitazione. Le arie raggiungono un intenso patetismo, che si risolvono in festosi cori finali.

## Trama
La dea Venere mostra a suo nipote Ascanio il paesaggio ameno dove sorgerà la città di Alba, in uno scenario bucolico popolato da Ninfe e Pastori, dove ella è venerata e su cui Ascanio dovrà regnare dopo aver sposato Silvia, la Ninfa della stirpe di Ercole, che gli è stata promessa.
Ascanio è preoccupato perché Silvia non lo conosce; la madre gli rivela che da quattro anni Amore appare in sogno alla Ninfa con le fattezze dello stesso Ascanio e ne ha conquistato il cuore. Ascanio potrà parlare alla Ninfa senza però rivelarsi.
Il sacerdote Aceste intanto sta facendo i preparativi per le nozze; Fauno e i Pastori cantano le lodi a Venere. Silvia vede Ascanio e rimane profondamente turbata: lo desidera ma pensa di essere promessa ad un altro. Aceste la tranquillizza.
Silvia e i Pastori si preparano ad accogliere la dea con cori e ghirlande di fiori. Venere compie un miracolo: tramuta gli alberi in colonne. Silvia viene condotta da Fauno al Sacro Monte.
Dal momento che Ascanio ancora non può rivelarsi, Silvia si convince di essere stata ingannata. Ascanio cerca di parlarle ma lei fugge via.
Pastori, Ninfe e Pastorelle, e in seguito anche Aceste e Silvia, intonano magnifici cori in onore della dea. Le nubi si squarciano e la dea appare in tutto il suo splendore accompagnata da Grazie e Geni. Ascanio rivela la sua identità e con Silvia e Aceste espongono i loro sentimenti e ringraziano Venere. Al loro si aggiunge il coro solenne di Grazie, Geni, Pastori e Ninfe.

## Cast della prima assoluta
| Personaggio | Tipologia vocale      | Interpreti della prima 17 ottobre 1771 |
| ----------- | --------------------- | -------------------------------------- |
| Venere      | soprano               | Geltrude Falcini                       |
| Ascanio     | mezzosoprano castrato | Giovanni Manz(u)oli                    |
| Silvia      | soprano               | Antonia Maria Girelli Aguilar          |
| Aceste      | tenore                | Giuseppe Tibaldi                       |
| Fauno       | soprano castrato      | Adamo Solzi                            |

## Organico orchestrale
La partitura di Mozart prevede l'utilizzo di:
- 2 flauti, 2 oboi, 2 fagotti, 2 serpenti (probabilmente corni inglesi)
- 2 corni, 2 trombe
- timpani
- archi.

Il basso continuo nei recitativi secchi è garantito dal clavicembalo e dal violoncello.

## Struttura musicale
- Ouverture

### Parte prima
1. Coro di Geni e di Grazie Di te più amabile
2. Recitativo ed aria L'ombra de' rami tuoi (Venere)
3. Ripresa del coro Di te più amabile
4. Recitativo e aria Perché tacer degg'io? - Cara, lontano ancora (Ascanio)
5. Coro di Pastori Venga de' sommi eroi
6. Aria Se il labbro più non dice (Fauno)
7. Coro di Pastori e Pastorelle, o Ninfe, e Ballo Hai di Diana il core
8. Ripresa del coro di Pastori Venga de' sommi eroi
9. Recitativo ed aria Di propria man la dea - Per la gioia in questo seno (Aceste)
10. Cavatina Sì, ma d'un altro Amore (Silvia)
11. Recitativo No, Silvia, t'inganni (Aceste, Silvia)
12. Aria Come è felice stato (Silvia)
13. Ripresa del coro di Pastori Venga de' sommi eroi
14. Aria Ah di sì nobil alma (Ascanio)
15. Aria Al chiaror di que' bei rai (Venere)
16. Ripresa del coro di Geni e di Grazie Di te più amabile

### Parte seconda
1. Recitativo ed aria Star lontana non so - Spiega il desio, le piume (Silvia)
2. Coro di Pastorelle Già l'ore sen volano
3. Recitativo accompagnato Cerco di loco in loco (Ascanio, Silvia)
4. Aria Dal tuo gentil sembiante (Fauno)
5. Aria Al mio ben mi veggio avanti (Ascanio)
6. Recitativo ed aria Ferma, aspetta, ove vai? - Infelici affetti miei (Silvia)
7. Coro di Pastorelle Che strano evento
8. Aria Torna mio bene, ascolta (Ascanio)
9. Coro di Pastori Venga de' sommi eroi
10. Aria Sento, che il cor mi dice (Aceste)
11. Coro di Pastori, e Ninfe e Pastorelle Scendi celeste Venere
12. Coro di Pastori e Pastorelle No, non possiamo vivere
13. Coro Scendi celeste Venere
14. Terzetto Ah caro Sposo, oh Dio! (Silvia, Ascanio, Alceste)
15. Piccola parte del Terzetto precedente Che bel piacer io sento (Silvia, Ascanio, Alceste)
16. Coro ultimo di Geni, Grazie, Pastori e Ninfe Alma Dea tutto il Mondo governa

## Discografia
- Leopold Hager (direttore), orchestra del Mozarteum di Salisburgo - Lilian Sukis (Venere), Agnes Baltsa (Ascanio), Edith Mathis (Silvia), Peter Schreier (Aceste), Arleen Augér (Fauno) - 1976  Philips
- Jacques Grimbert, orchestra Concerto Armonico di Budapest - Lorna Windsor, Michael Chance, Jill Feldman, Howard Milner, Rosa Mannion - 1990 (dal vivo) Naxos Records